# Бені-Халед
Бені-Халед (араб. بني خلاد) — місто в Тунісі. Входить до складу вілаєту Набуль. Станом на 2004 рік тут проживало 12 573 особи.